# Hans-Jürgen Stumpff
Hans-Jürgen Stumpff (ur. 15 czerwca 1889 w Kołobrzegu, zm. 9 marca 1968 we Frankfurcie nad Menem) – niemiecki generał Luftwaffe z okresu II wojny światowej, uczestniczył m.in. w agresji na Wielką Brytanię i ataku na Związek Radziecki. Jego bratem był generał wojsk pancernych Horst Stumpff.

## Życiorys
Urodzony w 1889 w Kołobrzegu Stumpff, w 1907 jako chorąży wstąpił do brandenburskiego pułku grenadierów. W 1908 został awansowany na porucznika. W momencie wybuchu I wojny światowej służył w sztabie generalnym. Pod koniec wojny awansował na stopień kapitana. W czasach Republiki Weimarskiej był oficerem sztabowym w Reichswehrministerium. W stopniu majora służył w Truppenamt. 
1 września 1933, Stumpff, jako generał porucznik, został mianowany dowódcą Luftwaffe, a od 1 czerwca 1937 do 1 stycznia 1939 był szefem jej sztabu. Między 12 stycznia a 10 maja 1940 był dowódcą 1 Floty Powietrznej z którą brał udział w agresji lotniczej na Wielką Brytanię , a od 10 maja 1940 do 27 listopada 1943 dowodził 5 Flotą Powietrzną z którą uczestniczył w ataku na Związek Radziecki. Od 5 lutego do 8 maja 1945 był dowódcą Luftflotte Reich.
9 maja 1945 Stumpff, jako reprezentant Luftwaffe, podpisał dokument bezwarunkowej kapitulacji III Rzeszy w Berlinie. W 1947 został wypuszczony z niewoli brytyjskiej. Zmarł w 1968 we Frankfurcie nad Menem.

## Odznaczenia
- Krzyż Rycerski Krzyża Żelaznego
- Krzyż Żelazny I klasy[3]
- Krzyż Żelazny II klasy[3]
- Czarna Odznaka za Rany[3]
- Kawaler Orderu Zasługi Wojskowej z mieczami (Bawaria)[3]
- Hamburski Krzyż Hanzeatycki[3]
- Krzyż Fryderyka (Anhalt)[3]
- Lubecki Krzyż Hanzeatycki[3]
- Krzyż Zasługi Wojskowej (Austro-Węgry)[3]
- Kawaler Orderu Zasługi Wojskowej (Bułgaria)[3]